# Klaus Hänsch
Klaus Hänsch (Szprotawa, per aquell temps part de l'Alemanya nazi, actual Polònia, 15 de desembre de 1938) és un polític  alemany, eurodiputat pel Partit Socialdemòcrata d'Alemanya, part del Partit Socialista Europeu, del qual ha estat vicepresident des de 1989, exceptuant el període comprès entre el 19 de juliol de 1994 i el 13 de gener de 1997, en què va ser  president del Parlament Europeu.